# Площа Знань (Черкаси)
Пло́ща Знань — одна з площ міста Черкаси, яка розташована в мікрорайоні 700-річчя.
Площа розташована перед центральним входом до 3 корпусу ЧДТУ, позад головного корпусу. Вона була створена в 1960 році при будівництві університету, тоді на ній було споруджено невеликий фонтан. В 1990-их роках він був засипаний, а на його місці створено велику клумбу. У 2010 році в адміністрації університету виникла ідея відродження фонтану. Але окрім цього на площі було споруджено і скульптурну композицію «Сходи Знань», де також є невеликий фонтан.

## Транспорт
У північній частині площі, де розташовується невеликий сквер, знаходиться зупинка міського транспорту «ЧДТУ»:
- тролейбус — №№ 1, 1а, 2, 8, 11;
- маршрутні таксі — №№ 3, 4, 5, 11, 12, 22, 24, 25, 27, 28, 115.

## Об'єкти
На площі розташовані:
- скульптурна композиція «Сходи знань»;
- 1 та 2 корпуси ЧДТУ.

## Галерея

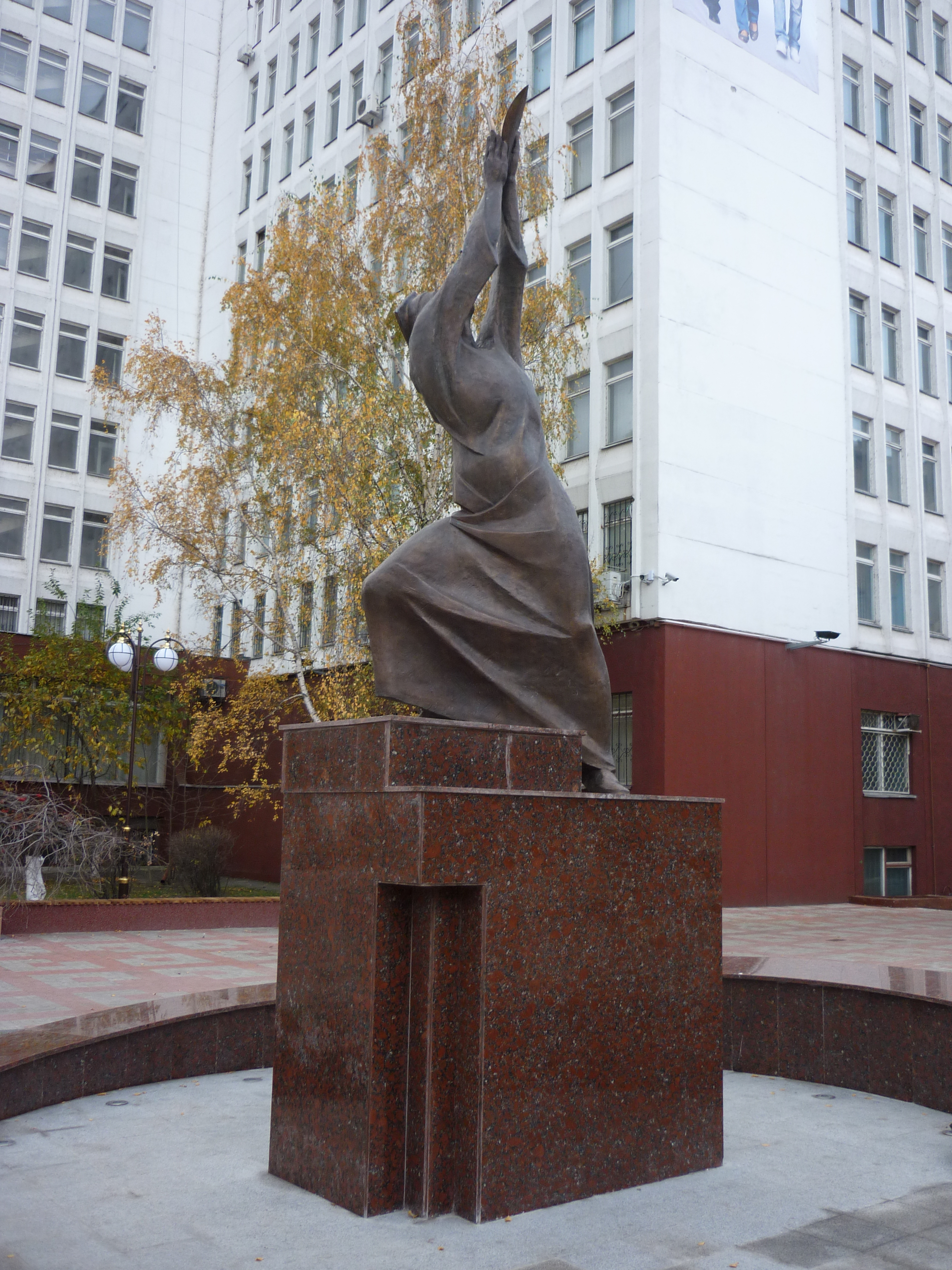
Скульптурна композиція «Сходи Знань» Автор скульптури скульптор, Владислав Димйон.
- Файл:Архітектор, Юрій Чеберяк, дизайн Романа Димйона.
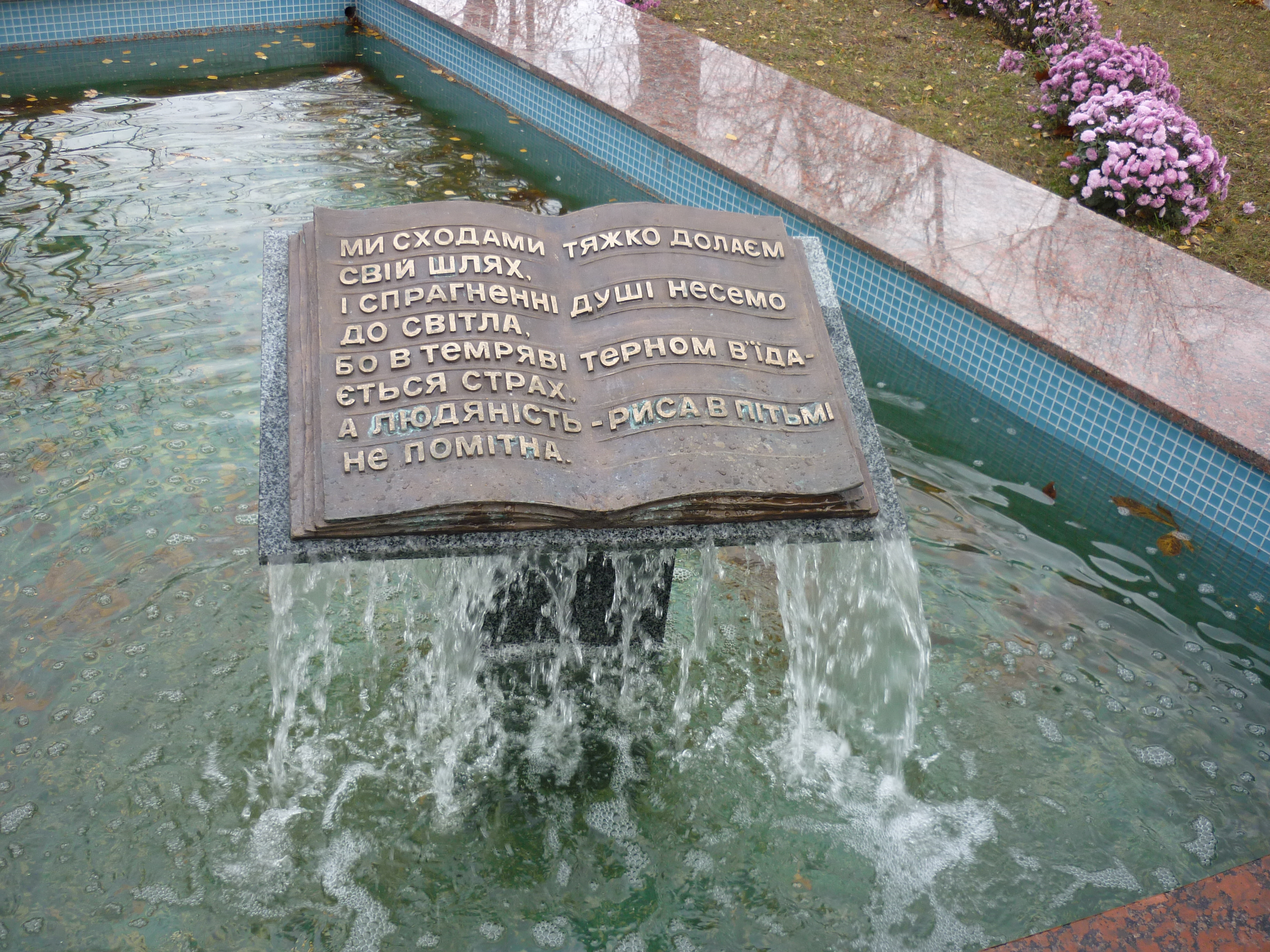
Фонтан з «книгою»
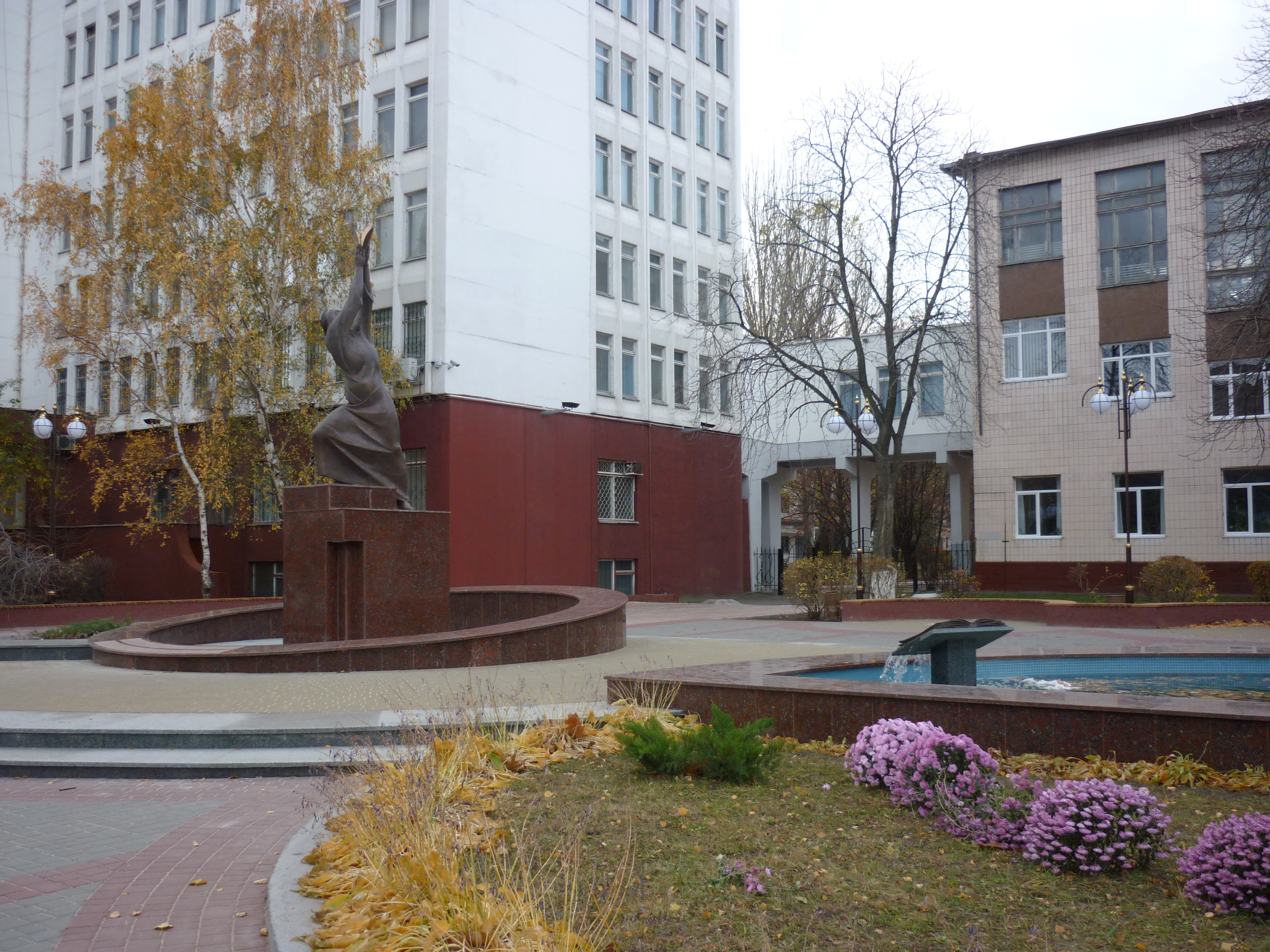
1 та 2 корпус ЧДТУ на фоні скульптури